# Жан Алези
Джовани „Жан“ Алези е френски автомобилен състезател с италиански произход, пилот от Формула 1. Женен за японската телевизионна звезда Кумико. Живее в Нион, Швейцария.

## Биография
Роден е на 11 юни 1964 в град Авиньон, Франция.
Неговите родители – потомствени сицилианци – емигрират в средата на 20. век в град Авиньон.

## Първи стъпки в моторните спортове
Детството му преминава около гаражите в града и е страстно привлечен от автомобилния спорт. Както при много от пилотите, Жан прихваща от страстта от своя баща, който се състезава като рали пилот почти 10 години.
16-годишен, младият Джовани за първи път участва в националния картинг шампионат на Франция. Въпреки че не успява да стане шампион, агресивното каране, което показва, веднага привлича вниманието на тимове от долните автомобилни серии.
През 1983 г. е поканен да участва в рали шампионата – „Рено Турбо“, като той приема това като шанс да покаже уменията си на по-високо ниво. Това наистина става и през 1984 година 19-годишният младеж се оказва във Формула Рено. Още на следващата година се класира втори в генералното класиране. Това отваря вратите към Формула 3, където през 1986 година печели 3 старта, въпреки че е дебютант.
Жан притежава нещо, което не е типично за другите пилоти – фотографска памет, която му помага бързо да разучи пистите. Това му качество, заедно с чудесната физическа форма, която притежава, водят до първата му титла – през 1987 г. Печели 7 победи и става шампион във Формула 3. Особено силно прави впечатление неговият агресивен и темпераментен стил на водене, както и изключителните му умения на дъжд.
В средата на 1988 година преминава във Формула 3000 като тест пилот на непознатия банков служител от Ирландия – Еди Джордан и само след месец вече седи в титулярното място. Това продължава и през следващата година, като отново е заедно с Еди и неговия тим, дори живее в къщата му заедно със семейство Джордан. До средата на сезона вече има 3 победи и вече е цел на легендарния собственик на тим от Формула 1 – Кен Тирел.

## Формула 1
Въпреки нежеланието на Еди да се разделят преди края на годината, Жан преминава в тима на Тирел за сезон 1989 година, като дебютира в домашното Гран При – това на Франция. Дебютът на Жан му носи четвърто място, като стартира от 16-о място. Печели 8 точки в шампионата.
Сезонът през 1990 г. започва необичайно за сегашните фенове на Формула 1 – с Гран При на САЩ, на писта, създадена из улиците на град Финикс, щата Аризона. Жан излиза начело в състезанието и се откъсва на 30 секунди от преследващите го – първо бъдещия му съотборник в Скудерия Ферари – Герхард Бергер, който кара за Макларън, а след неговото завъртане – легендата Аертон Сена също с Макларън. Жан стъпва за първи път на подиума, завършвайки втори. През цялата година продължава с добрите си представяния.
При оферти от Уилямс, Макларън и Ферари, Жан избира Ферари – тима на неговия кумир – Жил Вилньов. Там е с друг от идолите си – трикратния тогава световен шампион – Ален Прост. Когато Ален Прост е отстранен от тима, Жан става първи пилот – нещо, което той не отстъпва – през цялата си кариера е първи пилот, независимо в кой тим е.
Във Ферари Жан прекарва пет сезона, пълни с успехи и разочарования, ставайки идол на феновете. Тук печели първия си пол позишън и първата си и единствена победа, навръх рождения си ден в Канада през 1995 година.
Много пъти, когато победата е съвсем близка, шансът му обръща гръб и губи, предимно заради проблеми с техниката. Шансът най-сетне му се усмихва през 1995 година, когато подписва договор с тима световен шампион – Бенетон, където сяда на мястото на двукратния световен шампион – Михаел Шумахер. Болидът е много добър и Жан получава шанс най-сетне да побеждава.
За два сезона той стъпва осем пъти на второ място на подиума и пет пъти отпада поради повреда, когато е водач в състезание.
Според статистиката през 1997 година, Жан е най-надеждният пилот във Формула 1, но това не променя нещата и кариерата му бавно тръгва надолу. Просто това са годините на двама велики пилоти – Михаел Шумахер и Деймън Хил, и един талантлив млад световен шампион – Жак Вилньов.
През 1998 година след провалени преговори с Рон Денис за пилот в Макларън, швейцарският собственик на тим – Петер Заубер отправя покана към Жан да кара за неговия тим с договор от 7 млн. щ.д., Жан приема за първи път да кара заради повече пари и отива в един много стабилен и подсигурен тим.
Той опитва да изведе средняшкия тим до върха. През 1998 г. за първи път извежда Заубер на първа стартова позиция и то на Монца, следва 2-ро място на старта в Австрия, завоюва и трето място на подиума в Белгия. Възходът на тима кара Петер Заубер да се реши на нещо кардинално. Той и неговите партньори от Петронас решават да дадат шанс на Жан да се бори на най-високо ниво и купуват двигатели от Ферари за сезон 1999. Двигателят е наистина добър, но те решават да го доработват и през целия сезон ги следват авария след авария. Скоростната кутия се чупи в няколко състезания, два пъти къса полуоска, електрониката също го предава веднъж. Спечелва само 2 точки и решава да се присъедини към стария си приятел Ален Прост и неговия опит да създаде чисто френски тим от болид, двигател, гуми, екип и пилоти. Това е обречено на провал, първо Пежо напуска Формула 1, следват сериозни финансови проблеми, които карат Прост да взима заеми, за да купи двигател за следващата година – такъв от Ферари. Това разбива тотално екипа и Жан решава да напусне Прост поради непрекъснатите проблеми и неплатени суми.
Той се завръща там откъдето тръгва – при Еди Джордан. Екипът на „пощаджиите“ е доста приличен, представящ се нелошо и е с чудесен двигател от японския производител Хонда. Там сяда на мястото на изгонения Хайнц-Харолд Френцен, а годината е 2001. Състезание №200 на Жан е отпразнувано със страхотен купон и болид, отстрани на който пише „200 старта“. Жан харесва екипа, предвижда още 2 години договор преди да напусне Ф1 през 2003. Еди също е нагазил в блатото на безпаричието и за да запази двигателя на японския гигант, приема като условие да вземе за пилот младия Такума Сато. След разговор с Жан, Еди Джордан обявява, че взима японеца в екипа си за следващата година.
Журналистите очакват къде Жан ще продължи кариерата си, той обаче обявява: „Напускам Формула 1, нека има място за младите!“.
През 1999 година Жан Тод опитва да върне Жан в екипа на Ферари, като съотборник на Еди Ървайн и на мястото на контузения в Голямата награда на Великобритания – Михаел. Жан отговаря, че никога няма да стане втори пилот с Еди и би бил втори пилот само на Михаел Шумахер. Жан Тод привлича Мика Сало.
Алези продължава кариерата си в Германския туринг шампионат – ДТМ и освен това тества за Макларън от време на време. Междувременно печели заедно със световния рали шампион Себастиан Льоб титлата в състезанието през 2005 година.
До 2006 г. Жан продължава кариерата си в Мерцедес в ДТМ, където се класира на пето място в шампионата през 2002 г. с една победа. Повтаря класирането през 2003 г., но с две победи. През 2004 г. завършва седми без победи. През 2005 г. печели стартовата надпревара и отново заема седмо място в класирането. Той се оттегля от DTM, след като завършва сезон 2006 на 9-о място.
През февруари 2007 година подписва договор за пилот в новите Спийдкар серии в Азия и Средния Изток, ставайки първият пилот подписал договор с организаторите. Няколко седмици по-късно към него се присъединяват още четирима бивши пилоти от Формула 1 – Джони Хърбърт, Нараин Картекиан, Джани Морбидели и Стефан Йохансон.

## Реклама на Мерцедес Бенц
| Жан Алези предстая новата Е-класа и системата ATTENTION ASSIST на Мерцедес Бенц |
| ------------------------------------------------------------------------------- |

През 2007 година Жан Алези сключва договор с автомобилния производител Мерцедес Бенц за поредица рекламни филми, които да представят пред обществеността новата Е-класа на Мерцедес. Така през 2008 година се излъчват поредица клипове, представящи автомобила, както и иновационните постижения, които са направени при този модел.

## GT 2
На 13 октомври 2009 година, Алези провежда първи тестове за екипа на AF Corse, тествайки спортен автомобил Ферари F430 GT2 на пистата Маранело, Италия.
С този автомобил екипът на AF Corse участва в шампионата на ФИА – GT2. Тестът продължава с навъртането на 65 обиколки, като след него пилотът и собственикът на екипа Амато Ферари обсъждат вероятното включване на Алези в програмата за 2010 година.

## Резултати и класиране
(Резултатите с удебелен текст са за спечелен пол позишън)
| Година | Тим     | 1        | 2       | 3       | 4       | 5       | 6       | 7       | 8       | 9       | 10      | 11      | 12      | 13      | 14      | 15      | 16       | 17       | Тим              | Място | Точки |
| ------ | ------- | -------- | ------- | ------- | ------- | ------- | ------- | ------- | ------- | ------- | ------- | ------- | ------- | ------- | ------- | ------- | -------- | -------- | ---------------- | ----- | ----- |
| 1989   | Тирел   | БРА      | СМР     | МОН     | МЕК     | САЩ     | КАН     | ФРА 4   | ВБР Отп | ГЕР 10  | УНГ 9   | БЕЛ     | ИТА 5   | ПОР     | ИСП 4   | ЯПО Отп | АВРЛ Отп |          | Тирел            | 9     | 8     |
| 1990   | Тирел   | САЩ 2    | БРА 7   | СМР 6   | МОН 2   | КАН Отп | МЕК 7   | ФРА Отп | ВБР 8   | ГЕР 11  | УНГ Отп | БЕЛ 8   | ИТА Отп | ПОР 8   | ИСП Отп | ЯПО DNS | АВРЛ 8   |          | Тирел            | 9     | 13    |
| 1991   | Ферари  | САЩ 12   | БРА 6   | СМР Отп | МОН 3   | КАН Отп | МЕК Отп | ФРА 4   | ВБР Отп | ГЕР 3   | УНГ 5   | БЕЛ Отп | ИТА Отп | ПОР 3   | ИСП 4   | ЯПО Отп | АВРЛ Отп |          | Ферари           | 7     | 21    |
| 1992   | Ферари  | ЮАР Отп  | МЕК Отп | БРА 4   | ИСП 3   | СМР Отп | МОН Отп | КАН 3   | ФРА Отп | ВБР Отп | ГЕР 5   | УНГ Отп | БЕЛ Отп | ИТА Отп | ПОР Отп | ЯПО 5   | АВРЛ 4   |          | Ферари           | 7     | 18    |
| 1993   | Ферари  | ЮАР Отп  | БРА 8   | ЕВР Отп | СМР Отп | ИСП Отп | МОН 3   | КАН Отп | ФРА Отп | ВБР 9   | ГЕР 7   | УНГ Отп | БЕЛ Отп | ИТА 2   | ПОР 4   | ЯПО Отп | АВРЛ 4   |          | Ферари           | 6     | 16    |
| 1994   | Ферари  | БРА 3    | ПСФ     | СМР     | МОН 5   | ИСП 4   | КАН 3   | ФРА Отп | ВБР 2   | ГЕР Отп | УНГ Отп | БЕЛ Отп | ИТА Отп | ПОР Отп | ЕВР 10  | ЯПО 3   | АВРЛ 6   |          | Ферари           | 5     | 24    |
| 1995   | Ферари  | БРА 5    | АРЖ 2   | СМР 2   | ИСП Отп | МОН Отп | КАН 1   | ФРА 5   | ВБР 2   | ГЕР Отп | УНГ Отп | БЕЛ Отп | ИТА Отп | ПОР 5   | ЕВР 2   | ПСФ 5   | ЯПО Отп  | АВРЛ Отп | Ферари           | 5     | 42    |
| 1996   | Бенетон | АВРЛ Отп | БРА 2   | ЕВР 3   | АРЖ Отп | СМР 6   | МОН Отп | ИСП 2   | КАН 3   | ФРА 3   | ВБР Отп | ГЕР 2   | УНГ 3   | БЕЛ 4   | ИТА 2   | ПОР 4   | ЯПО Отп  |          | Бенетон          | 4     | 47    |
| 1997   | Бенетон | АВРЛ Отп | БРА 6   | АРЖ 7   | СМР 5   | МОН Отп | ИСП 3   | КАН 3   | ФРА 5   | ВБР 2   | ГЕР 6   | УНГ 11  | БЕЛ 8   | ИТА 2   | АВС Отп | ЛЮК 2   | ЯПО 5    | ЕВР 13   | Бенетон          | 4     | 36    |
| 1998   | Заубер  | АВРЛ Отп | БРА 9   | АРЖ 5   | СМР 6   | ИСП 10  | МОН 12  | КАН Отп | ФРА 7   | ВБР Отп | АВС Отп | ГЕР 10  | УНГ 7   | БЕЛ 3   | ИТА 5   | ЛЮК 10  | ЯПО 7    |          | Заубер           | 11    | 9     |
| 1999   | Заубер  | АВРЛ Отп | БРА Отп | СМР 6   | МОН Отп | ИСП Отп | КАН Отп | ФРА Отп | ВБР 14  | АВС Отп | ГЕР 8   | УНГ 16  | БЕЛ 9   | ИТА 9   | ЕВР Отп | МАЛ 7   | ЯПО 6    |          | Заубер           | 16    | 2     |
| 2000   | Прост   | АВРЛ Отп | БРА Отп | СМР Отп | ВБР 10  | ИСП Отп | ЕВР 9   | МОН Отп | КАН Отп | ФРА 14  | АВС Отп | ГЕР Отп | УНГ Отп | БЕЛ Отп | ИТА 12  | САЩ Отп | ЯПО Отп  | МАЛ 11   | Прост            | -     | 0     |
| 2001   | Прост   | АВРЛ 9   | МАЛ 9   | БРА 7   | СМР 9   | ИСП 10  | АВС 10  | МОН 6   | КАН 5   | ЕВР 15  | ФРА 12  | ВБР 11  | ГЕР 6   | УНГ 10  | БЕЛ 6   | ИТА 8   | САЩ 7    | ЯПО Отп  | Джордан Гран При | 15    | 5     |